# Pelear por la vida
Pelear por la vida es una telenovela argentina emitida en 1984 por ATC, protagonizada por Graciela Borges y  Carlos Monzón, junto con Enrique Liporace, Adrián Martel, Rudy Chernicoff, Gerardo Romano y Thelma Stefani.

## Guion
La telenovela fue escrito por Juan Carlos Chiappe y una adaptación de Carlos Lozano Dana, Chiappe es conocido por crear historias y radioteatros como Nazareno Cruz y el lobo (1974) y Por las calles de Pompeya, llora el tango y La Mireya (1975).
Es la primera telenovela que fue escrito por el dramaturgo, libretista de radio, escritor y actor Juan Carlos Chiappe.

## Sipnosis
Cuenta la historia de un boxeador venido del interior que busca abrirse camino en Buenos Aires. En la Capital conoce a una mujer cuya familia supo pertenecer a la alta sociedad, pero que ha perdido casi toda su fortuna. Esa pérdida de posición social no será obstáculo para que la familia se oponga al romance.

## Elenco
- Graciela Borges - Clara "Muñeca" Fernández
- Carlos Monzón - Juan Ponce
- Enrique Liporace - Alberto Benavidez
- Adrián Martel - Raúl Morales
- Thelma Stefani - Sofía de Benavidez
- Rudy Chernicoff - Patricio "Patito"
- Gerardo Romano - Carlos
- Daniel Lago - Antonio "Tony" Costello
- Mario Luciani - Francisco "Paco"
- María Rosa Gallo - Beatriz
- Eduardo Rudy - Margarito "Marito" D'Alessandro
- Boy Olmi - Rosalío Benedetti
- Humberto Serrano - Paulino Locatelli
- Mimí Ardú - Helena
- Regina Lamm - Mirtha
- Armando Capo - Enzo
- Julio Gini - Daniel
- Mabel Pessen - Aurelia
- Chela Cardalda - Mafalda
- Martín Coria - Roberto
- Laura Palmucci - Alejandra
- Miriam Perazolo - Silvana
- Carlos del Burgo - Candelario
- Gabriel González - Ángel "Angelito"
- Joaquín Piñón
- Alberto Clementín
- Rubén Bermúdez - Sandro
- Fernanda Nucci - Camila
- José María Campri - Fernando
- Noemí Kazán - Paula
- Horacio Giunta - Gonzalo
- Roberto Fiore - Gerardo
- Carlos Rivkin - Valeriano
- Ana María Colombo - Marcia
- Daniel Gallardo - Suárez
- Horacio Márquez

## Equipo Técnico
- Historia original - Juan Carlos Chiappe.
- Producción - Carlos Márquez.
- Dirección - Alberto Rinaldi.
- Adaptación - Carlos Lozano Dana.
- Intérprete - José Luis Rodríguez.